# Comté de Uasin Gishu
Le comté de Uasin Gishu est un comté du Kenya. Elle est située dans la Vallée du Rift. Son chef-lieu est Eldoret.
Le comté compte 1 163 186 habitants en 2019.